# 城戸雄生
城戸 雄生（きど ゆうき、1986年12月21日 - ）は、日本の元ラグビー選手。

## プロフィール
- 兵庫県出身。
- 身長181cm、体重83kg
- ポジションはウィング(WTB)、フルバック(FB)。
- ニックネームは『キド』

## 経歴
報徳学園高校から法政大学へと入学。
快速FBとして活躍した。
法政大学卒業後はトヨタ自動車に入団した。
『Sports Graphic Number』746号の「イケメンラガーマンを探せ!!」という特集で1位を獲得。
2019年、現役を引退した。